# Maria von Kastilien, Königin von Aragon

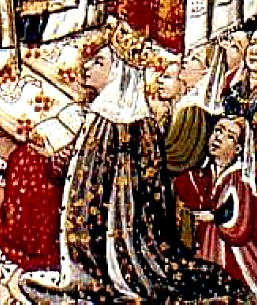
Maria von Kastilien

Maria von Kastilien, Königin von Aragon (* 14. September 1401 in Segovia; † 7. September 1458 in Valencia) war mit Alfons V. verheiratet und Königin von Aragón. Während der Abwesenheit ihres Mannes (1420 bis 1423 und 1432 bis 1458) regierte sie in Aragón.
Sie war das älteste Kind von Heinrich III. von Kastilien und von Katharina von Lancaster. 1406 starb ihr Vater, und ihre Mutter übernahm die Regentschaft, bis ihr 1405 geborener Bruder Johann die Nachfolge antreten konnte. Noch als Kind – dem Testament ihres Vaters entsprechend – wurde sie mit Alfons von Aragón verlobt, den sie 1415 heiratete, mit einer großen Mitgift ausgestattet. Die Ehe blieb kinderlos und das Verhältnis der Eheleute war distanziert schon bevor Alfonso nach Italien ging. Maria von Kastilien hatte zeitlebens gesundheitliche Probleme. 1416 wurde ihr Ehemann nach dem Tod seines Vaters Ferdinand König. Zunächst hielt sie sich völlig aus der Politik heraus, stattdessen war ihre Schwiegermutter Eleonore Urraca von Kastilien tonangebend. Ihr Mann verließ Aragón 1420, um seinen Anspruch auf den Thron in Neapel zu verfolgen und war danach meist abwesend. Die Regentschaft übertrug er Maria, da er seinen eigenen Brüdern misstraute. Offiziell war sie nicht Regentin, sondern „Lugarteniente“ (Stellvertreterin des Königs). Maria hatte zwar viele Höflinge aus ihrer Heimat Kastilien, regierte aber vor allem mit Katalanen, was zu ihrer Popularität bei den Katalanen beitrug.  Alfons verließ sich ab 1432 zunehmend auf seinen Bruder Johann II. von Aragon, der auch sein Nachfolger wurde. Maria blieb aber die Herrschaft über das Fürstentum Katalonien (ab 1436 nur noch über Katalonien). 
Als Alfons 1435 nach der Niederlage von Ponza von den Genuesern gefangen genommen wurde, sorgte sie für die Bereitstellung des Lösegeldes.
Ihre Schwester Katharina (1403–1439) war mit dem Bruder ihres Mannes, Heinrich von Aragón, Herzog von Villena (1400–1445) verheiratet. Die Schwester ihres Mannes, Maria von Aragón (1403–1445), war mit ihrem Bruder Johann verheiratet und Königin von Kastilien. Mit ihr handelte Maria von Kastilien in Abwesenheit ihres Mannes 1429 einen Frieden zwischen Kastilien und Aragon aus (Maria von Kastilien verhandelte für Aragon, Maria von Aragon für Kastilien).
Beim Tod ihres Bruders Johann 1454 reiste sie nach Kastilien, um mit dessen Sohn und Nachfolger Heinrich IV. zu verhandeln, da es erneut zu Spannungen zwischen Aragon und Kastilien gekommen war. Sie blieb in Arévalo in Kastilien bis ein Jahr vor ihrem Tod.